# Cessna 310

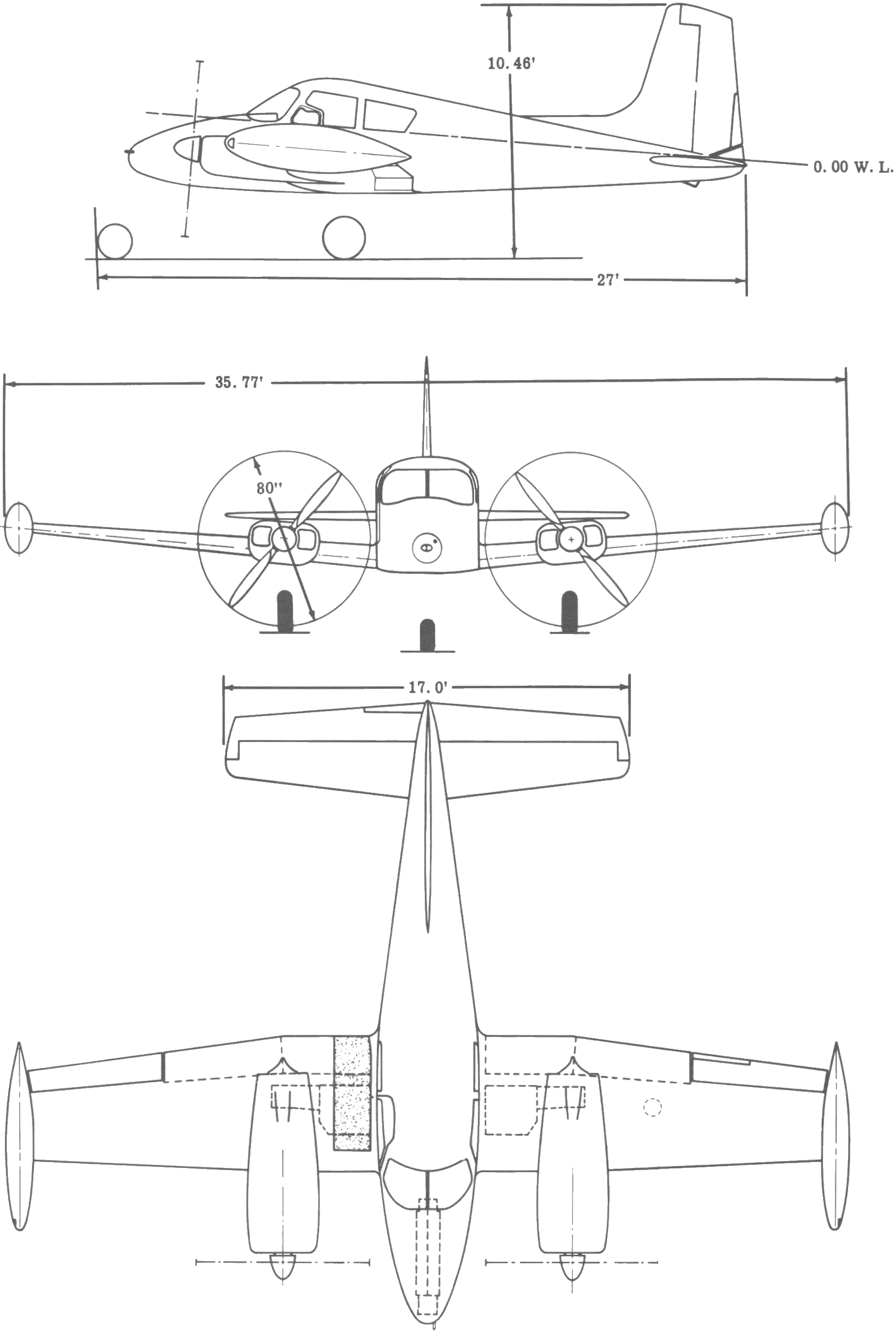
Cessna L-27A

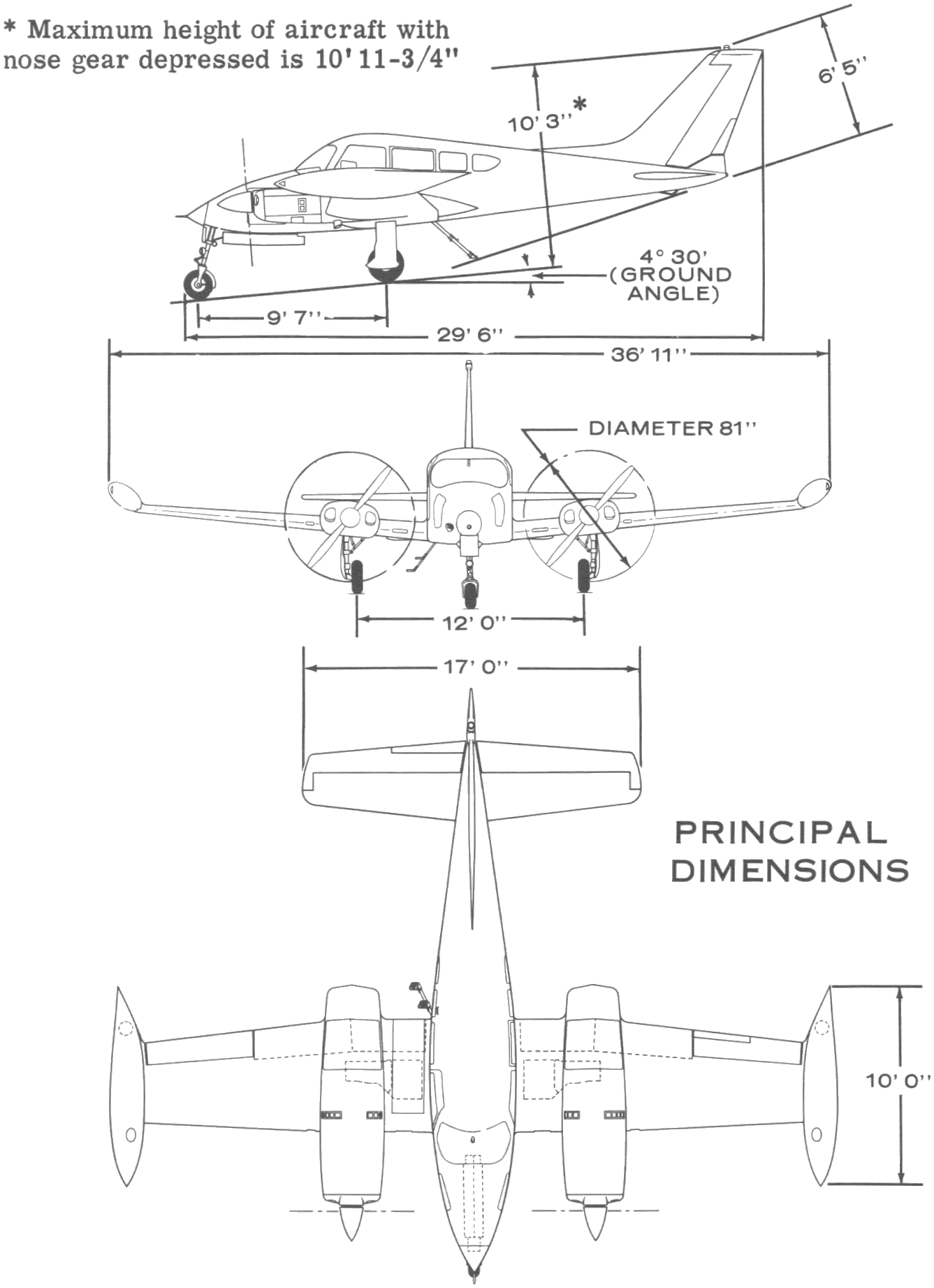
Cessna 320F Executive Skyknight

Cessna 310 — легкий двомоторний моноплан, який вироблявся компанією Cessna з 1954 по 1980 рік. Це був перший двомоторний літак компанії Cessna, запущений після Другої світової війни.

## Льотно-технічні характеристики
Екіпаж: 1
Місткість: 4 пасажира
Довжина: 8.23 м
Розмах крила: 10.67 м
Висота: 3.20 м
Вага (порожній): 1 293 кг
Силова установка: 2 горизонтально розташованих поршневих двигуна Continental O-470-B - 2, 180 кВт кожен
Максимальна швидкість: 350 км/год
Крейсерська швидкість: 330 км/год
Дальність польоту: 1 609 км
Практична стеля: 6 096 м
Швидкопідйомність: 8.6 м/с

## Події
- 28 жовтня 1959 року літак Cessna 310, перевозячи кубинського революціонера Каміло Сьєнфуегоса, зник над Атлантичним океаном під час нічного рейсу із Камагуея в Гавану. Ні літака, ні тіл знайдено не було.[1]
- 26 листопада 1962 року літак Saab Scandia 90A-1 бразильської авіакомпанії VASP, що летів із Сан-Паулу в Ріо-де-Жанейро (Сантос-Дюмон), зіштовхнувся в районі Муніципалітета Paraibuna штата Сан-Паулу з приватним Cessna 310 PT-BRQ, що направлявся із Ріо-де-Жанейро (Сантос-Дюмон) в Сан Паулу (Кампу-ді-Марті). Вони летіли на одній авіалінії в протилежних напрямках і не змогли встановити візуальний конакт. Загинули 23 пазасира Сааба і 4 - «Сессни».[2]
- 19 липня 1967 року Boeing 727, що летів рейсом 22 авіакомпанії Piedmont Airlines, зіштовхнувся із Cessna 310 над Хендерсонвіллом (Північна Кароліна). Загинули 82 чоловіка: 79 на борту «Боїнга» і 3 на борту «Цессни».Докладніше: Столкновение над Хендерсонвиллом